# Marcio Nobre
Marcio Ferreira Nobre, född 6 november 1980 i Jatei/Brasilien är en brasiliansk fotbollsspelare. Marcio spelar som anfallare i det turkiska laget Kayserispor. Innan spelade han för Fenerbahçe tillsammans med sina kamrater Alex de Souza och Mehmet Aurelio.